# Casa do Mineiro – Centro de Documentação
A Casa do Mineiro – Centro de Documentação é um núcleo museológico localizado na aldeia de Mina de São Domingos, freguesia de Corte do Pinto, Município de Mértola, no Distrito de Beja. 

Inaugurado em 2006 o museu recria a casa de um mineiro à época de actividade da Mina. No mesmo espaço está instalado o Centro de Documentação, lugar de recolha e depósito de material de valor documental sobre a memória e identidade mineira. 